# Say It’s Not True
Say It’s Not True – ballada soft rockowa zespołu Queen + Paul Rodgers, wydana jako ich pierwszy studyjny singel. Został napisany przez Rogera Taylora jako dar dla Nelsona Mandeli. W 2003 roku zadebiutował na inauguracyjnym koncercie kampanii 46664 w Kapsztadzie. Utwór był wykonywany już na poprzedniej trasie koncertowej w 2005/2006 roku.
31 grudnia 2007 utwór został wydany na singlu zawierającym również wideo do utworu. Wszystkie wpływy są przeznaczane na kampanię 46664.
Utwór był udostępniony za darmo na Oficjalnej Stronie Internetowej Queen z okazji Światowego Dnia Walki z AIDS. Oryginalna wersja studyjna nie znalazła się do tej pory na żadnym albumie.
W 2008 r. piosenka w cięższej wersji z wokalem Taylora, Briana Maya i Paula Rodgersa znalazła się na albumie The Cosmos Rocks. W 2013 ukazała się na solowym albumie Taylora Fun on Earth.

## Wypowiedzi
Nagraliśmy też nową wersję „Say It’s Not True”, piosenki którą napisaliśmy dla Nelsona Mandeli i [przy okazji Światowego Dnia AIDS w 2007] udostępniliśmy do ściągnięcia za darmo. Teraz wszyscy śpiewamy zwrotki po kolei, a końcówka ma cięższe brzmienie.